# Пробиан (префект Рима)
О префекте 377 года см. Габиний Веттий Пробиан
Пробиан (лат. Probianus) — римский политический деятель в правление императора Гонория.
Известен лишь из эдикта Гонория и Феодосия (сохранился в составе «Кодекса Феодосия»), который был ему адресован как префекту Рима.
Возможно идентифицируется с префектом 377 года Габинием Веттием Пробианом или Руфием Пробианом (викарий Рима). Его полномочия датируются исходя из даты эдикта — 12 декабря 416 года.
Также он может быть Пробианом, который вместе с Цецилианом был легатом сената в 400 году.